# Fabio Sposito
Fabio Sposito (* 2. April 2002) ist ein belgischer Fußballspieler. Er steht zurzeit in den Niederlanden bei Roda JC Kerkrade unter Vertrag.

## Karriere
Fabio Sposito spielte für Patro Eisden und bei KRC Genk, bevor er im Jahr 2015 in die Jugendabteilung von Roda JC Kerkrade aus dem niederländischen Kerkrade, rund 50 Kilometer von Genk entfernt, wechselte. Am 3. April 2023 gab er bei der 1:5-Niederlage im Zweitligaspiel bei der Zweitvertretung von der PSV Eindhoven sein Profidebüt.